# رام فنجي سوثار
رام فنجي سوثار (بالإنجليزية Ram Vanji Suthar ) هو نحات هندي ولد في 19 فبراير 1925.أنجز أكثر من خمسين منحوتة ضخمة خلال الأربعين سنة الأخيرة من حياته المهنية. تحصل على جائزة بادما شري سنة 1999 وجائزة بادما بوشان سنة 2016 لمساهماته الغزيرة والمميزة في مجال الفنون. وهو من قام بنحت تمثال الوحدة الذي يعد أطول تمثال في العالم على ارتفاع 182 متراً (597 قدم) وهو بذلك يتجاوز تمثال معبد الربيع لبوذا بـ54مترا.